# Psychotria christarusselliae
Psychotria christarusselliae är en måreväxtart som beskrevs av Seymour Hans Sohmer och Aaron Paul Davis. Psychotria christarusselliae ingår i släktet Psychotria och familjen måreväxter. Inga underarter finns listade i Catalogue of Life.